# Глорія (Авейру)
Гло́рія (порт. Glória; МФА: [ˈgɫɔ.ɾi.ɐ]) — колишня парафія в Португалії, в муніципалітеті Авейру. Перебувала у складі округу Авейру.  Входила до регіону Центр. За старим адміністративним поділом, що був чинним до 1976 року, територія парафії належала провінції Берегова Бейра.  Ліквідована 28 січня 2013 року. Увійшла до складу парафії Глорія і Вера-Круш. Площа парафії — 6,80 км², населення — 9099 ос. (2011), густота населення — 1338,09 осіб/км²
. Патрон — Діва Марія. Поштовий індекс — 3810. Код  — 010506.

## Географія

Авейру (2013)
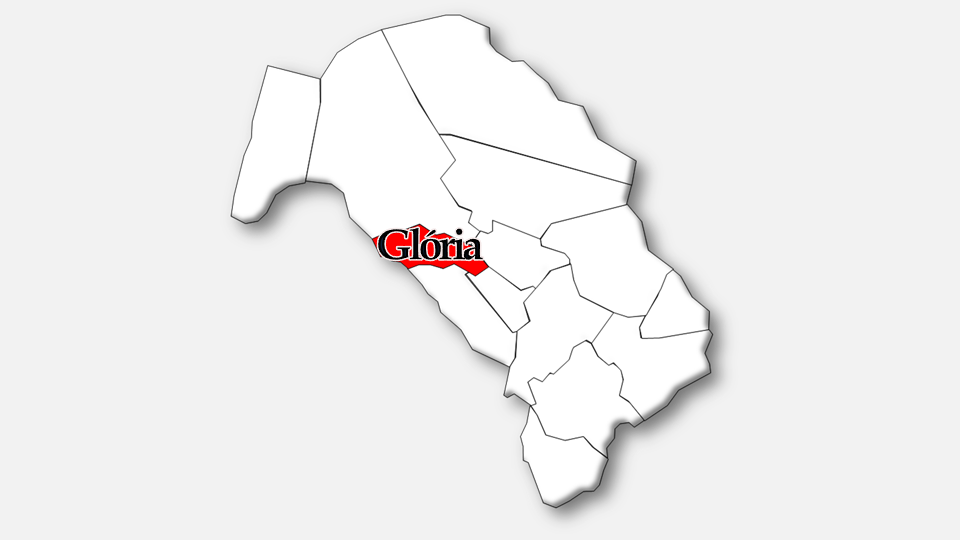
Глорія

## Населення
| Кількість мешканців | Кількість мешканців | Кількість мешканців | Кількість мешканців | Кількість мешканців | Кількість мешканців | Кількість мешканців | Кількість мешканців | Кількість мешканців | Кількість мешканців | Кількість мешканців | Кількість мешканців | Кількість мешканців | Кількість мешканців | Кількість мешканців |
| ------------------- | ------------------- | ------------------- | ------------------- | ------------------- | ------------------- | ------------------- | ------------------- | ------------------- | ------------------- | ------------------- | ------------------- | ------------------- | ------------------- | ------------------- |
| 1864                | 1878                | 1890                | 1900                | 1911                | 1920                | 1930                | 1940                | 1950                | 1960                | 1970                | 1981                | 1991                | 2001                | 2011                |
| 3.151               | 3.524               | 4.351               | 4.674               | 5.131               | 4.488               | 5.690               | 6.846               | 7.987               | 9.422               | 7.489               | 9.235               | 9.105               | 9.917               | 9.099               |

## Пам'ятки
- Авейруський собор — катедральний собор Авейруської діоцезії, колишня церква домініканського монастиря XV століття.
- Монастир Ісуса — колишній домініканський монастир XV століття, місце поховання святої принцеси Жуани; сучасний музей Авейру.